# Вирсаладзе, Симон Багратович
Симон Багратович Вирсала́дзе (груз. სიმონ (სოლიკო) ბაგრატის ძე ვირსალაძე; 31 декабря 1908  [13 января 1909], Тифлис — 7 февраля 1989, Тбилиси) — советский театральный художник.
Академик АХ СССР (1975; член-корреспондент 1958). Народный художник СССР (1976). Лауреат Ленинской премии (1970), двух Сталинских премий второй степени (1949, 1951) и Государственной премии СССР (1977).

## Биография
Симон Вирсаладзе родился в Тифлисе (ныне Тбилиси, Грузия).
Учился в народной художественной студии в Тифлисе (1923—1926) у М. И. Тоидзе, в Тбилисской академии художеств (1927—1928) у И. А. Шарлеманя, во ВХУТЕИНе в Москве (1928—1930) у Д. Н. Кардовского, И. М. Рабиновича и Н. А. Шифрина, где И. М. Рабинович вселил в художника уверенность в том, что искусству декорации стоит посвятить всю жизнь, в Институте пролетарского изобразительного искусства (ныне Санкт-Петербургская академия художеств имени Ильи Репина) в Ленинград (1930—1931), у М. П. Бобышова.
С 1927 года работал в Тбилисском рабочем театре. В 1931—1936, 1941—1945 годах — главный художник Тбилисского театра оперы и балета имени З. Палиашвили, в 1941—1945 — Тбилисского театра имени Ш. Руставели.
С 1937 года работал в Ленинградском театре оперы и балета им. С. М. Кирова (ныне Мариинский театр) (в 1940—1941 и 1945—1962 годах — главный художник).
Оформлял также спектакли в других театрах.
В Большом театре активно сотрудничал с Ю. Н. Григоровичем, оформив все его балеты.
В живописных, богатых и разнообразных по колориту, тонкой цветовой гамме декорациях художника героическая монументальность, романтическая приподнятость и праздничность сочетаются с простотой и лаконичностью, тонким чувством стиля. В своих декорациях он достигает высокой эмоциональной выразительности, мастерски использует цвет и свет.
Автор костюмов для ряда программ Ансамбля народного танца Грузинской ССР.
Скончался 7 февраля 1989 года в Тбилиси. Похоронен в Дидубийском пантеоне.

## Награды и звания
- Заслуженный деятель искусств Грузинской ССР (1943)
- Народный художник РСФСР (1957)
- Народный художник Грузинской ССР (1958)
- Народный художник СССР (1976)
- Ленинская премия (1970) — за оформление балетного спектакля «Спартак» А. И. Хачатуряна (1968)
- Сталинская премия второй степени (1949) — за оформление балетного спектакля «Раймонда» А. К. Глазунова[4]
- Сталинская премия второй степени (1951) — за оформление оперного спектакля «Семья Тараса» Д. Б. Кабалевского
- Государственная премия СССР (1977) — за оформление балетного спектакля «Ангара» А. Я. Эшпая
- Два ордена Ленина (1958, 1979)
- Орден Трудового Красного Знамени (1966)
- Орден «Знак Почёта» (14.01.1937) — за выдающиеся заслуги в деле развития грузинского оперного искусства, грузинской музыки, песен и танцев[5] и медали
- Медаль «За доблестный труд в Великой Отечественной войне 1941—1945 гг.»
- Серебряная медаль Всемирной выставки в Брюсселе (1958).

## Спектакли
Тбилисский рабочий театр
- 1927 — «Торговцы славой» М. Паньоля и П. Нивуа.

Грузинский театр оперы и балета имени Палиашвили
- 1931 — «Вильгельм Телль» Дж. Россини
- 1934 — «Лебединое озеро» П. И. Чайковского
- 1936 — «Сердце гор» А. М. Баланчивадзе
- 1936 — «Даиси» З. П. Палиашвили
- 1942 — «Шопениана»; «Жизель» А. Адана
- 1943 — «Дон Кихот» Л. Ф. Минкуса
- 1947 — «Жизель» А. Адана
- 1957 — «Отелло» А. Д. Мачавариани

Ленинградский театр оперы и балета им. Кирова
- 1938 — «Сердце гор» А. М. Баланчивадзе
- 1939 — «Лауренсия» А. А. Крейна
- 1941 — «Бахчисарайский фонтан» Б. В. Асафьева (костюмы)
- 1947 — «Князь-озеро» И. И. Дзержинского
- 1947 — «Весенняя сказка» Б. В. Асафьева (по муз. материалам П. И. Чайковского)
- 1948 — «Раймонда» А. К. Глазунова
- 1950 — «Семья Тараса» Д. Б. Кабалевского
- 1950 — «Лебединое озеро» П. И. Чайковского
- 1952 — «Спящая красавица» |П. И. Чайковского
- 1953 — «Кармен» Ж. Бизе
- 1954 — «Щелкунчик» П. И. Чайковского
- 1956 — «Дон Жуан» В. А. Моцарта
- 1957 — «Каменный цветок» С. С. Прокофьева
- 1961 — «Легенда о любви» А. Д. Меликова
- 1962 — «Лоэнгрин» Р. Вагнера

Ленинградский Малый театр оперы и балета
- 1940 — «Ашик-Кериб» Б. В. Асафьева, балетмейстер Б. А. Фенстер
- 1950 — «Шехеразада» Н. А. Римского-Корсакова, балетмейстер Н. А. Анисимова
- 1953 — «Семь красавиц» К. А. Караева, балетмейстер П. А. Гусев
- 1955 — «Корсар» А. Адана

Грузинский театр имени Шота Руставели
- 1943 — «Герои Крцаниси» С. И. Шаншиашвили
- 1945 — «Великий государь» В. А. Соловьёва

Большой театр
- 1959 — «Каменный цветок» С. С. Прокофьева
- 1963 — «Спящая красавица» П. И. Чайковского
- 1965 — «Легенда о любви» А. Д. Меликова
- 1966 — «Щелкунчик» П. И. Чайковского
- 1968 — «Спартак» А. И. Хачатуряна
- 1969 — «Лебединое озеро» П. И. Чайковского
- 1973 — «Спящая красавица» П. И. Чайковского
- 1975 — «Иван Грозный» С. С. Прокофьева
- 1976 — «Ангара» А. Я. Эшпая
- 1979 — «Ромео и Джульетта» С. С. Прокофьева
- 1982 — «Золотой век» Д. Д. Шостаковича
- 1984 — «Раймонда» А. К. Глазунова

## Фильмы
- 1960 — Венецианский мавр (фильм-балет)
- 1964 — Гамлет
- 1970 — Король Лир
- 1977 — Спартак (фильм-балет)

## Фильмография
- 2009 — «Симон Вирсаладзе. Музыка цвета» — документальный фильм, 2009 г., 52 мин., режиссёр Н. С. Тихонов